# Lopezia langmanniae
Lopezia langmanniae är en dunörtsväxtart som beskrevs av Faustino Miranda. Lopezia langmanniae ingår i släktet enmansblommor, och familjen dunörtsväxter. Inga underarter finns listade i Catalogue of Life.